# Myriophyllum tetrandrum
Myriophyllum tetrandrum är en slingeväxtart som beskrevs av William Roxburgh. Myriophyllum tetrandrum ingår i släktet slingor, och familjen slingeväxter. Inga underarter finns listade i Catalogue of Life.